# Maria Grossmann
Maria Grossmann (Satu Mare, Romania, 22 de novembre de 1946) és una filòloga i sociolingüista, de ciutadania italiana, que ha dedicat una part remarcable de la seva recerca a la llengua catalana. Des de 1988 és membre corresponent de la Societat Catalana de Sociolingüística i des de 2013 membre corresponent de la Secció Filològica de l'Institut d’Estudis Catalans a Itàlia.
Es llicencià en Filologia a la Facultat de Llengües Clàssiques i Romàniques de la Universitat de Bucarest, on obtingué la màxima qualificació amb la tesi L’adaptació dels fonemes àrabs al sistema fonològic romànic, dirigida per Iorgu Iordan. Es doctorà l’any 1987, amb la tesi Colors i lèxic. Estudis sobre l’estructura semàntica dels adjectius de color en català, espanyol, italià, romanès, llatí i hongarès, dirigida per Eugen Coseriu.
Coneixedora i usuària de moltes llengües –l'hongarès, com a llengua materna, i l'italià, al mateix nivell; el romanès, el català, el castellà, el francès, l'alemany i l'anglès– en les seves recerques lingüístiques ha pogut recórrer metodològicament a la comparació entre unes i altres.

## Activitat professional
Es dedicà a la investigació entre els anys 1969 i 1972 a l’Institut de Lingüística de l'Acadèmia de les Ciències de Romania, a Bucarest. També és d’aquells anys el primer contacte de Maria Grossmann amb l’Institut d’Estudis Catalans, per mitjà d'una beca per a fer recerca. Des de 1973 fou professora de Lingüística –primer com a interina i a partir de 1982 com a associada– a la Facultat de Lletres del Departament de Lingüística de la Universitat de Calàbria. A partir de 1987 exercí com a professora de la mateixa matèria a la Universitat de L’Aquila. Des de 1997 com a catedràtica al Departament de Ciències Humanes d’aquesta universitat i a partir de 2018 ja com a professora emèrita.
Maria Grossmann ha estat assistent de Lingüística Romànica a la Facultat de Llengües Clàssiques i Romàniques de la Universitat de Bucarest; professora de lingüística general i lingüística italiana a la Universitat Nacional de Somàlia a Mogadiscio, com a delegada del Ministeri d’Afers Estrangers, en el marc de la cooperació amb països en via de desenvolupament; professora del curs de perfeccionament en lingüística a la Universitat de Roma Tre; professora en seminaris a la Universitat de Montevideo, sobre temes de sociolingüística; professora a la Universitat d’Hèlsinki, en l’àmbit del programa Sòcrates-Erasmus; professora a la Universitat de Jyväskylä (Finlàndia), com a part d'un programa d'intercanvi patrocinat pel Ministeri d'Afers Exteriors en cursos de sociolingüística de les llengües romàniques. Des de 1994 és membre del Col·legi de Professorat de Doctorat en Lingüística, amb seu a la Universitat de Roma Tre i a la Universitat de L’Aquila, on ha impartit diversos cursos sobre l’estructura de la llengua hongaresa.

## Activitat acadèmica
Maria Grossmann ha format part, com a assessora o consellera, de diverses societats i comitès científics: la Societat romanesa de lingüística romànica, la Societat de linguistica romànica, la Società di Linguistica Italiana, la Società Italiana di Glottologia; des de 1976, l'Associació Internacional de Llengua i Literatura Catalanes. Des de l’any 1977 és membre de l'Associazione Italiana di Studi Catalani, que fundà, amb altres col·legues, i des de 1988 membre corresponent del Grup Català de Sociolingüística, avui Societat Catalana de Sociolingüística, filial de l’Institut d’Estudis Catalans, i des del mateix any, de la Società Italiana di Glottologia. Entre 2007 i 2013 ha estat consellera del Bureau de la Société de Linguistique Romane. A partir de 2013, és membre corresponent de l’Institut d’Estudis Catalans.
Ha estat membre del comitè científic de diverses publicacions: la Revue de Linguistique Romane, el Consell Internacional de la Rivista Italiana di Studi Catalani, la revista Carte Romanze o el Consell Científic de la revista de l’IEC Estudis Romànics. Ha presidit diverses seccions del 24è (Aberystwyth, 2004) i 25è (Innsbruck, 2007) Congrés Internacional de Lingüística i Filologia Romànica.
En l’àmbit de la gestió, ha estat degana de la Facultat de Filosofia i Lletres de la Universitat de L’Aquila (entre els anys 1999 i 2005) i ha format part dels comitès organitzadors de diversos congressos  –el 12è Congrés Internacional de Lingüística i Filologia Romànica (Bucarest, 1968) i el 37è Congrés Internacional de la Società di Linguistica Italiana (L’Aquila, 2003).

## Obra
Entre altres obres, al 1983 publicà Com es parla a l'Alguer: enquesta sociolingüística a la població escolar. I posteriorment, Colors i lèxic. Estudis sobre l’estructura semàntica dels adjectius de color en català, espanyol, italià, romanès, llatí i hongarès, a partir de la seva tesi doctoral, editat el 1988.
Als seus primers articles sobre l’estudi de la influència àrab en les llengües romàniques seguiren els estudis sobre les llengües hongaresa i italiana. La seva dedicació en l’àmbit de la llengua catalana s'ha recollit en diversos articles: «Sistema lexical dels noms de color en català» (1971), «Estudis sobre la llengua catalana: la contribució italiana des de 1945» (1981), «Anàlisi dels compostos catalans del tipus somiatruites» (1986), «La formació de les paraules en català» (1989), «La sociolingüística als Països Catalans» (1990) o «La sociolingüística catalana avui» (1992), «Formació dels noms d’agent, instrument i lloc en català» (1998).
Grossmann ha tingut una especial dedicació a la sociolingüística algueresa –recollida en l'obra de 1983 Com es parla a l'Alguer i en articles com ara «Anàlisi sociolingüística de la població escolar de l’Alguer» (1980) o «La comunitat lingüística algueresa: una nova revisitació» (2011), i la seva obra constitueix una referència rellevant.